# Gilpinia abieticola
Gilpinia abieticola är en stekelart som först beskrevs av Dalla Torre 1894.  Gilpinia abieticola ingår i släktet Gilpinia, och familjen barrsteklar. Arten har ej påträffats i Sverige.